# Bistum Hyderabad in Pakistan
Das Bistum Hyderabad in Pakistan (lat.: Dioecesis Hyderabadensis in Pakistan) ist eine in Pakistan gelegene römisch-katholische Diözese mit Sitz in Hyderabad in der Provinz Sindh.

## Geschichte
Das Bistum Hyderabad in Pakistan wurde 1958 durch Papst Pius XII. mit der Bulle Eius in Terris aus dem Erzbistum von Karatschi heraus gegründet. Erster Bischof war der niederländische Franziskaner James Cornelius van Miltenburg OFM. 2001 wurden mit der Bulle Ad Perpetuam rei memoriam Gebiete abgetreten zur Gründung der Apostolischen Präfektur Quetta.
Das Bistumsgebiet umfasst im Bezirk von Hyderabad die Distrikte von Hyderabad, Badin, Sanghar, Mirpurkhas, Tharparkar und Thatta; in dem Bezirk der Stadt Larkana umfasst das Bistum die Distrikte Jacobabad und Shikarpur und in dem Bezirk der Stadt Sukkur umfasst das Bistum die Distrikte Sukkur, Khairpur und Nawabshah. 
Das Bistum hat die St Bonaventure's High School und die St Mary's Convent High School gegründet.

## Ordinarien
- James Cornelius van Miltenburg OFM, 1958–1966
- Bonaventure Patrick Paul OFM, 1971–1990
- Joseph Coutts, 1990–1998, später Bischof von Faisalabad
- Max John Rodrigues, 1999–2014
- Samson Shukardin OFM, seit 2014